# Cestodaria
Cestodaria é uma das duas subclasses da classe Cestoda, composta pelas ordens Amphilinidea e Gyrocotylidea, caracterizados por larvas com 10 ganchos na extremidade posterior.